# La Voix du Luxembourg
La Voix du Luxembourg est un ancien journal quotidien écrit en langue française et publié au Luxembourg.  

## Histoire
La Voix du Luxembourg est à l'origine le supplément francophone du Luxemburger Wort qui devient en 2001 un titre à part entière,. Étroitement lié au Wort, sa ligne éditoriale est par conséquent conservatrice.
La Voix du Luxembourg recevait une aide à la presse (en) de la part de l'État luxembourgeois. En 2009, cette aide s'élève à 933 221 €.
Nombres d'exemplaires en circulation :
- 2003 : 9 909[5] ;
- 2004 : 4 000[6] ;
- 2006 : 8 529[7] ;
- 2010 : 4 000.

Le journal paraît pour la dernière fois le 30 septembre 2011.